# Лісне (Полтавський район)
Лі́сне — село в Україні, у Кобеляцькій міській громаді Полтавського району Полтавської області. Населення становить 389 осіб.

## Географія
Село Лісне знаходиться за 3 км від лівого берега річки Ворскла, на відстані 3 км розташоване місто Кобеляки, за 0,5 км — село Сухинівка. Село оточене великою кількістю озер, старих русел річки Ворскла. Поруч проходить автомобільна дорога Н31.

## Історія
12 червня 2020 року, відповідно до розпорядження Кабінету Міністрів України № 721-р «Про визначення адміністративних центрів та затвердження територій територіальних громад Полтавської області», село увійшло до складу Кобеляцької міської громади.
19 липня 2020 року, в результаті адміністративно - територіальної реформи та ліквідації Кобеляцького району, село увійшло до складу новоутвореного Полтавського району Полтавської області.

## Населення

### Мова
Розподіл населення за рідною мовою за даними перепису 2001 року:
| Мова       | Кількість | Відсоток |
| ---------- | --------- | -------- |
| українська | 367       | 94.34%   |
| російська  | 22        | 5.66%    |
| Усього     | 389       | 100%     |

## Економіка
- Молочнотоварна та овечотоварна ферми.